# Daniel Ziegler
Daniel «Dani» Ziegler (* 14. Mai 1973 in Luzern) ist ein Schweizer Musiker, der als Besonderheit den E-Bass als Soloinstrument spielt.

## Leben
Ziegler ist in Gais im Kanton Appenzell Ausserrhoden aufgewachsen und besuchte das Gymnasium St. Antonius in Appenzell. Bekannt wurde er zunächst als Bühnenpartner des Kabarettisten Simon Enzler. Er begleitet diesen seit 1996 bei dessen Auftritten, so beispielsweise 2009 und 2013 beim Arosa Humor-Festival. Im Sommer 2012 war Ziegler gemeinsam mit Enzler für die fünfteilige TV-Serie «Töfflibuebe» der Sendungsreihe «SRF bi de Lüt» des Schweizer Radio und Fernsehens (SRF) vom Appenzellerland bis nach Ascona im Kanton Tessin unterwegs.
Von Oktober 2012  bis Dezember 2016 bestritt Ziegler den musikalischen Part der Satiresendung Giacobbo/Müller des SRF. Dort spielt er in der Rolle als «mürrischer Bassist den schlecht gelaunten Bassisten und spielt[e] nur so viel wie nötig»'
Ende April 2016 startete Ziegler sein erstes kabarettistisches Soloprogramm Bassimist. Im November 2016 gewann er den Swiss Comedy Award.

## Diskographie
Dani Ziegler hat zwei Solo-CDs veröffentlicht:
- 2004: «Bassión», Label: Bretterwelt GmbH
- 2008: «Friday», Label: Bretterwelt GmbH